# Café Gijón

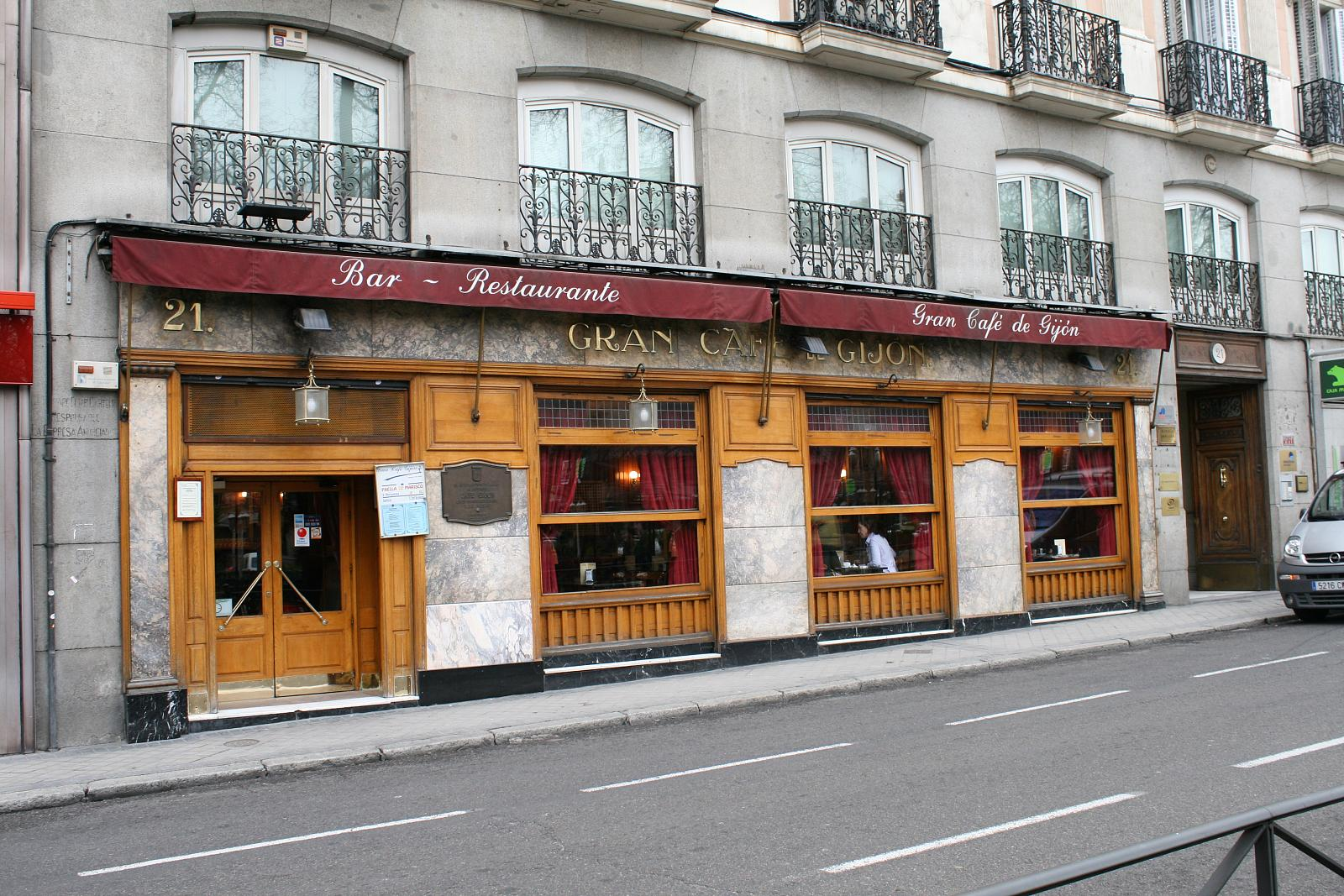

Het Café Gijón (ook bekend als Gran Café de Gijón) is een koffiehuis in de Spaanse stad Madrid. Het café is gelegen op nr. 21, aan de boulevard Paseo de Recoletos. Het cultureel belangrijke café ligt zowel tegenover het gelijknamige station als tegenover de Biblioteca Nacional de España (BNE). Het terras aan de voorzijde ligt aan het centrale voetpad van de Paseo. 

## Geschiedenis
Het café werd opgericht op 15 mei 1888.
Ondanks een bescheiden begin werd het na de Spaanse Burgeroorlog een ontmoetingsplaats voor intellectuelen, schrijvers en kunstenaars die gezamenlijk bekend stonden als de Generatie van '36. Het was ook bekend bij Hollywoodsterren en buitenlandse schrijvers zoals Ava Gardner, Orson Welles, Joseph Cotten, George Sanders en Truman Capote. 

## Tertulias
In het Iberische taalgebied (Spanje, Portugal en Latijns-Amerika) kent men de tertulia, een sociale bijeenkomst met een literaire of artistieke inslag. Het Café Gijón diende als ontmoetingsplaats voor verschillende artistieke groepen: 
- La tertulia de los poetas met Gerardo Diego
- La juventud Creadora (Creatieve Jeugd) of Garcilasismo was een van de belangrijkste stromingen in de Spaanse naoorlogse poëzie
- La Tertulia de Escritores y Lectores, die werd geleid door de Ateneo de Madrid, een particuliere culturele instelling ter bevordering van wetenschappelijk, literair en artistiek talent, en losjes geassocieerd met de Institución Libre de Enseñanz-beweging, die de nabijgelegen Residencia de Estudiantes oprichtte.

## Galerij

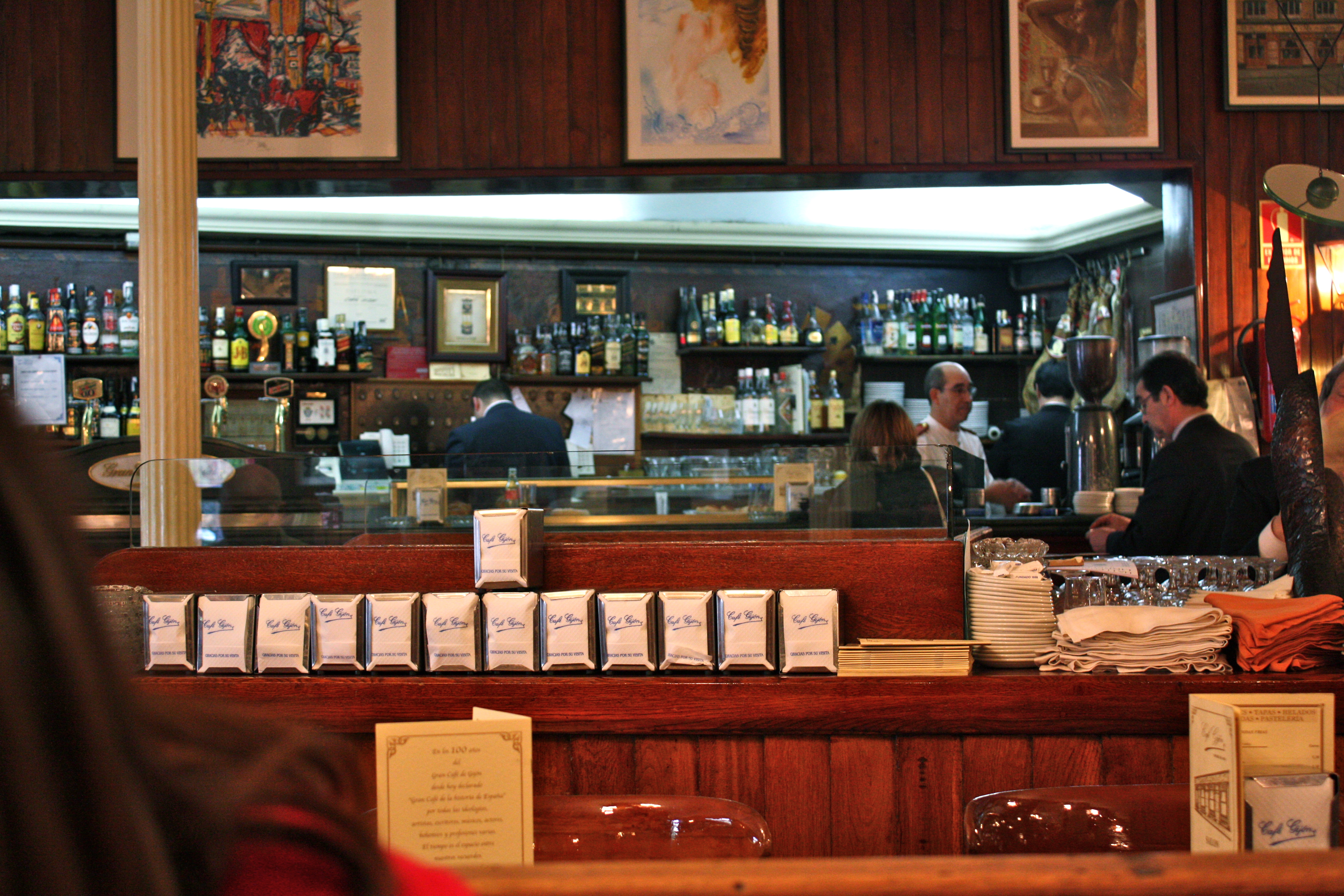
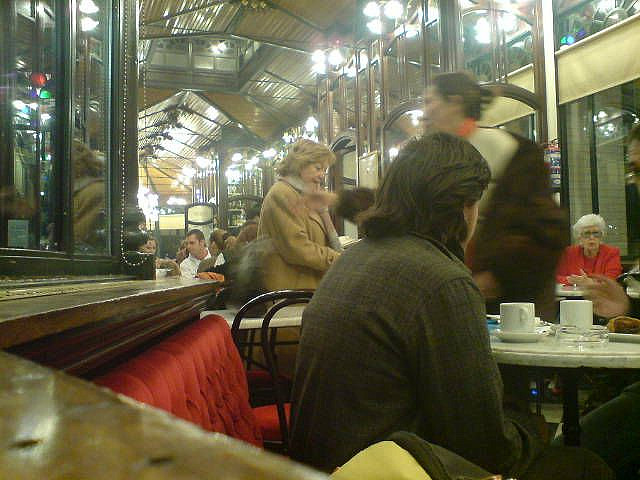

## Beroemde klanten
- Ramón María del Valle-Inclán
- Camilo José Cela
- Fernando Fernán Gómez
- José Canalejas
- Santiago Ramón y Cajal
- Benito Pérez Galdós
- Arturo Pérez-Reverte